# Гіпотеза зоопарку

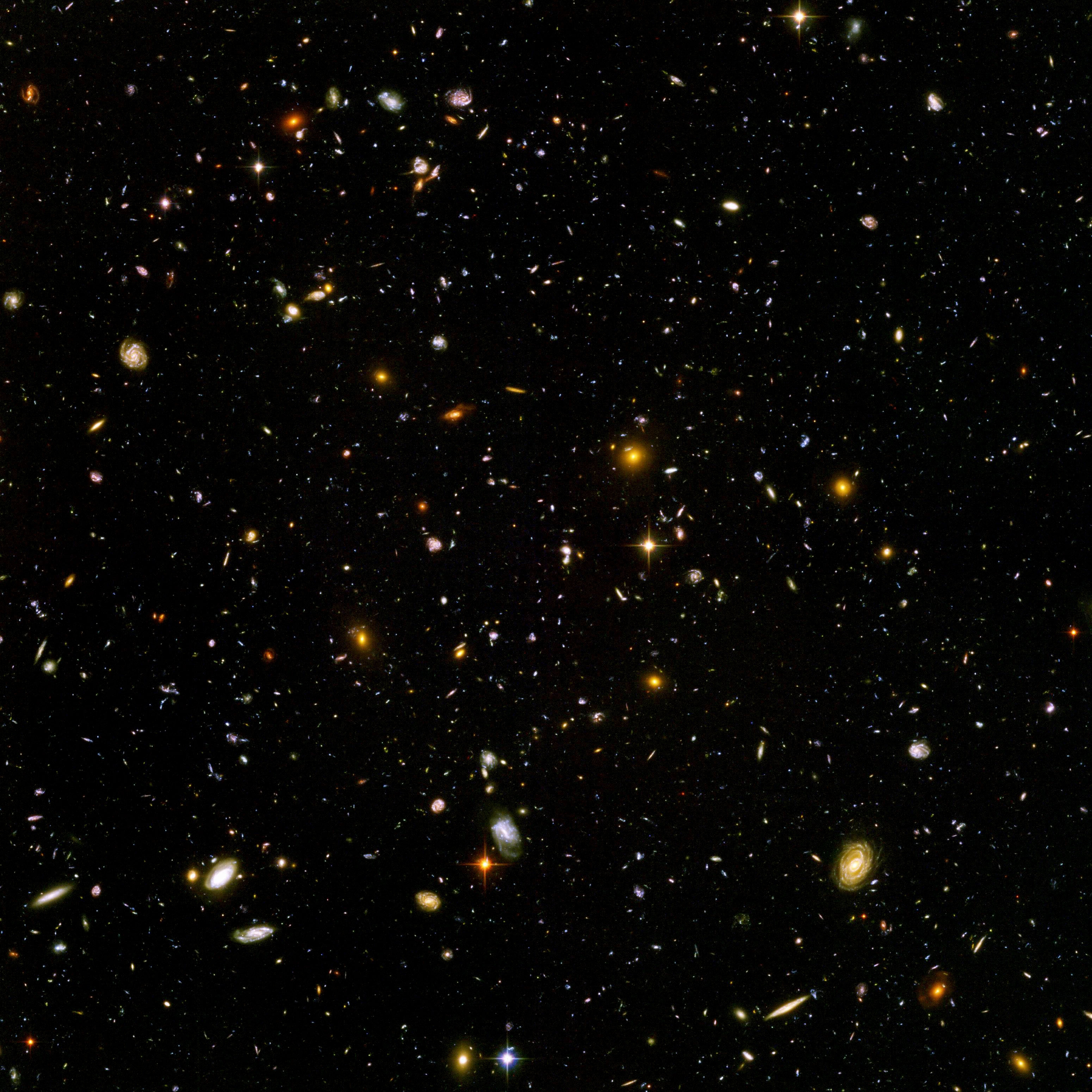
Знімок космосу, що охоплює понад 10 000 галактик, в інтервалі кількох мільярдів світлових років

Гіпо́теза зоопа́рку  передбачає припущення існування позаземного технологічно розвиненого життя та пояснює причину, чому воно не контактує із людьми. Є однією з можливих теоретичних відповідей на парадокс Фермі щодо відсутності доказів  існування розумних форм позаземного життя. Припущення полягає в тому, що дослідникам позаземних цивілізацій відомо про існування людства, проте вони не втручаються в перебіг біологічної еволюції та соціокультурного розвитку, а також утримуються від міжпланетного забруднення.
Позаземні цивілізації можуть свідомо відмовлятися від прямого контакту через недостатній рівень технологічного або етичного розвитку — Земля поки перебуває в «галактичному карантині». Один із варіантів гіпотези зоопарку висунув 1973 року американський астроном Джон Болл: згідно з ним, представники більш розвинених цивілізацій можуть використовувати Землю в якості експериментального майдачника або «дослідницької лабораторії». Болл зазначає, що мотиви досліджень можуть бути альтруїстичними: перешкоджають саморуйнівним тенденціям людства та спрямовані на скорочення різниці в розвитку між людською цивілізацією та іншопланетними .

## Опис

### Передісторія
Радянський теоретик К. Ціолковський в есе 1933 р. «Планети заселені живими істотами» припустив, що представники позаземних цивілізацій сконтактують із людством, коли настане слушний час, а саме — коли середня ступінь розвитку людства буде достатньою. Передчасний контакт може спровокувати «асиметричну війну» — як люди вбивають вовків або змій. 
Американський письменник Айзек Азімов у статті 1958 р. «Наша самотня планета» припускає, що Земля може бути природним заповідником.
У 1950 р. фізик Енріко Фермі запропонував парадокс, який вказує на суперечність між високою ймовірністю існування позаземних цивілізацій і відсутністю їхніх слідів. Згідно з рівнянням Дрейка, розробленим у 1961 році, у Всесвіті, зокрема і в галактиці Чумацький Шлях, повинно бути багато інших розумних істот, і зустріч з ними вже мала би статися.
Неприбуткові організації SETI та METI займаються встановленням зв'язку із позаземним життям, прослуховують електромагнітні сигнали штучного походження, проте жодного доказу існування цивілізацій, попри їхню статистичну імовірність, не знайдено.

### Основні твердження
Гіпотеза зоопарку грунтується на твердженнях: якщо існують умови дозволяють існування та розвиток життя, воно існуватиме. У Всесвіті є багато місць, де життя могло виникнути.У 1975 році американський астроном Майкл Гарт опублікував роботу про те, що, виходячи з величезного віку Всесвіту та відносно короткого часу, який знадобився життю на Землі, щоб породити цивілізацію, інопланетному розуму знадобилося б 650 тис. років для контакту із Землею. У 1980 році Френк Тіплер провів удосконалений розрахунок і виявив, що для обльоту всієї Галактики інопланетянам знадобилося б 300 млн років. 
У 1981 р. космолог Едвард Гаррісон описав саморегулюючий механізм, який би пояснював парадокс Фермі: більш агресивні цивізілації, налаштовані на колонізацію інших планет та встановлення прямого контакту із людьми не пройшли б еволюційного відбору через тенденції до саморуйнування. . Натомість цивілізації, що вижили та продовжили свій розвиток задля збереження біологічного різноманіття або через високий ризик не втручаються напряму в цивілізації на стадії розвитку, подібному земному. Такі умови роблять населений Всесвіт, в якому розумні цивілізації дотримуються певних правил, більш імовірним.
Стівен Гокінг назвав можливий контакт із позаземним розумом «...катастрофою. Інопланетяни, ймовірно, були б набагато розвиненішими за нас. Історія зустрічей розвинених рас з більш примітивними народами на цій планеті не дуже щаслива, і вони були одного виду . Я думаю, що нам слід триматися в тіні» 

## Критика
Беручи за приклад розвиток політики в людських спільнотах, малоімовірно, що за мільйони років розвитку позаземних цивілізацій не з'явилося дисидента, який порушив би загальноприйняте правило та встановив прямий контакт із Землею. Навіть якби загальні правила щодо контактів із іншими цивілізаціями існували, не можна виключити імовірність випадкового повідомлення, через що космологи Джон Барроу і Френк Тіплер вважали гіпотезу малоімовірною. Окрім того, радіотелескопи на Землі мали б фіксувати інфрачервоне випромінювання від самовідтворюваних зондів — запобігти радовипромінюванню від спостережних апаратів позаземні дослідники не могли б.
На думку Стівена Вебба, гіпотеза не відповідає критерію спростовуваності: людство не може зафіксувати ознаки розумних позаземних цивілізацій, бо вони не хочуть, щоб ми їх виявили. Не пояснюється і чому Земля як придатна для життя планета не була колонізована до зародження людства.

## Згадки в популярній культурі
- Роман Творець зірок Олафа Стейплдона, 1937 р.
- Верхована директива у всесвіті Зоряного шляху забороняє втручатися в розвиток цивілізацій, які ще не винайшли надсвітлові польоти.

- Збірка «Сучасник стан мистецтва» Ієна Бенкса, 1989 р. — утопічне суспільство Культура таємно відвідує Землю та використовує людство в якості контрольної групи, перевіряючи, чи їхнє втручання в розвиток іншої цивілізації буде корисним.

- Південний парк, 1 сезон 7 сезону , 2003 р. — іншопланетяни спостерігають за подіями на Землі як за реаліті-шоу і не втручаються в події

- Відеогра Star Citizen — персонаж знайомиться із документом «Акт Справедливого Шансу», згідно з яким подорожувальнику заборонено видобувати копалини та втручатися в перебіг подій на планетах, де розвивається життя;

- Відеогра Stellaris — гравець є представником міжзоряної імперії, що під час подорожі зустрічає менш розвинені цивілізації. Має опцію спостерігати, таємно втрутитися в їхнє життя або сприяти науково-технологічному розвитку.